# 莫爾多韋
46°12′53″N 29°39′15″E / 46.21472°N 29.65417°E
莫爾多韋（烏克蘭語：Молдове）是位於烏克蘭西南部的村莊，由敖德萨州裡比爾霍羅德-德涅斯特羅夫斯基區的普拉赫蒂伊夫卡市鎮負責管轄。該村始建於1805年，面積0.72平方公里，海拔高度33米，2001年人口562，人口密度每平方公里780.56人。